# Kanton Saint-Hippolyte-du-Fort

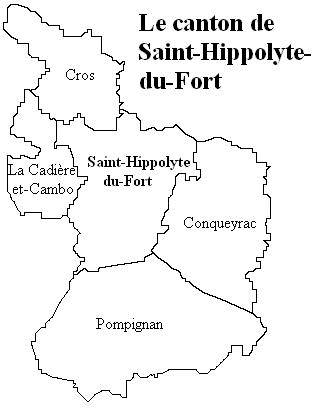
Die Gemeinden im Kanton

Der Kanton Saint-Hippolyte-du-Fort war bis 2015 ein französischer Wahlkreis im Arrondissement Le Vigan, im Département Gard und in der Region Languedoc-Roussillon. Er hatte den Hauptort Saint-Hippolyte-du-Fort und wurde 2015 im Rahmen einer landesweiten Neugliederung der Kantone aufgelöst.

## Gemeinden
| Gemeinde                | Einwohner Jahr | Fläche km² | Bevölkerungsdichte | Code INSEE | Postleitzahl |
| ----------------------- | -------------- | ---------- | ------------------ | ---------- | ------------ |
| La Cadière-et-Cambo     | 207 (2013)     | 11,97      | 17 Einw./km²       | 30058      | 30170        |
| Conqueyrac              | 111 (2013)     | 27,18      | 4 Einw./km²        | 30093      | 30170        |
| Cros                    | 255 (2013)     | 16,94      | 15 Einw./km²       | 30099      | 30170        |
| Pompignan               | 878 (2013)     | 41,31      | 21 Einw./km²       | 30200      | 30170        |
| Saint-Hippolyte-du-Fort | 3886 (2013)    | 29,38      | 132 Einw./km²      | 30263      | 30220        |